# Simli
Simli – gaun wikas samiti w zachodniej części Nepalu w strefie Rapti w dystrykcie Rukum. Według nepalskiego spisu powszechnego z 2001 roku liczył on 765 gospodarstw domowych i 4568 mieszkańców (2290 kobiet i 2278 mężczyzn).